# Timothy Kiptoo
Timothy Kosgei Kiptoo (ur. 2 sierpnia 1984) – kenijski lekkoatleta specjalizujący się w biegach długich. 
Czwarty zawodnik mistrzostw Afryki w przełajach z Kapsztadu (2012). W tym samym roku sięgnął po brąz mistrzostw Afryki na dystansie 5000 metrów. W 2013 zdobył brązowy medal w drużynie seniorów podczas mistrzostw świata w biegach przełajowych w Bydgoszczy. Stawał na podium mistrzostw Kenii.

## Osiągnięcia
| Rok  | Impreza                                   | Miejsce    | Konkurencja         | Pozycja     | Wynik    |
| ---- | ----------------------------------------- | ---------- | ------------------- | ----------- | -------- |
| 2012 | Mistrzostwa Afryki w biegach przełajowych | Kapsztad   | indywidualnie       | 4. miejsce  | 36:26    |
| 2012 | Mistrzostwa Afryki                        | Porto-Novo | bieg na 5000 metrów | 3. miejsce  | 13:24,67 |
| 2013 | Mistrzostwa świata w biegach przełajowych | Bydgoszcz  | indywidualnie       | 26. miejsce | 34:10    |
| 2013 | Mistrzostwa świata w biegach przełajowych | Bydgoszcz  | drużynowo           | 3. miejsce  |          |

## Rekordy życiowe
- bieg na 5000 metrów – 13:24,67 (2012)
- półmaraton – 1:01:41 (2015)